# 파라곤 프로레슬링 헤비웨이트 챔피언십
PPW 헤비웨이트 챔피언십(PPW Heavyweight Championship)은 파라곤 프로 레슬링을 대표하는 타이틀이다.

## 역사
2014년 9월 12일 소개되면서 역사가 시작되었고, 캘럽 콘레이가 초대 챔피언에 등극하였다.